# Kazimira Prunskienė
Kazimiera Danutė Prunskienė (Švenčionys, 26 de febrero de 1943) es una política y economista lituana. 
Fue primera ministra de Lituania tras la declaración de independencia de 1990, candidata presidencial y Ministra de Agricultura entre 2004 y 2008.

## Biografía
Kazimira Danutė Stankevičiūtė nació en Vasiuliškė, una aldea rural del distrito de Švenčionys. Su padre Pranas Stankevičius, un agricultor que trabajó de guarda forestal, fue asesinado por el NKVD durante la Segunda Guerra Mundial cuando ella solo tenía un año.
Al poco tiempo de entrar en la universidad se casó con Povilas Prunskus y cambió su apellido de soltera a Prunskienė. Entre 1963 y 1971 tuvo un hijo llamado Vaidotas y dos niñas, Rasa y Daivita. Años después se divorció y en 1989 contrajo matrimonio con su esposo actual, Algimantas Tarvidas.

## Trayectoria política
Tras cursar estudios básicos en su distrito, ingresó en la Universidad de Vilna en 1961 y obtuvo la licenciatura en Economía en la promoción de 1965. Después ejerció como profesora, investigadora asociada en el departamento de Economía Industrial, y a finales de los años 1980 obtuvo el doctorado en la misma institución. Su trayectoria académica le permitió alcanzar los círculos políticos de la república socialista.
Se afilió al Partido Comunista de la RSS de Lituania en 1980 y mantuvo la actividad docente hasta que en 1986 fue nombrada directora adjunta del Instituto de Investigación de Economía Agraria. En 1988 fue una de las fundadoras del movimiento político reformista Sąjūdis, que poco después lideró la lucha por la independencia lituana. En marzo de 1990 los miembros de Sąjūdis obtuvieron mayoría absoluta, Lituania declaró la independencia y Prunskiene fue elegida primera ministra. El ejecutivo que lideraba centró su actividad en superar el bloqueo económico soviético y en conseguir el reconocimiento de la comunidad internacional.
La tensión por la llegada de las tropas soviéticas a Vilna motivó la dimisión en bloque del gobierno lituano el 9 de enero de 1991. Prunskiene fue sustituida por Albertas Šimėnas.
Tras esa experiencia se mantuvo activa en el escenario político. En junio de 2004 se presentó a las elecciones presidenciales como candidata de la Unión Lituana de Agricultores y Verdes (LVŽS), pero perdió frente al independiente Valdas Adamkus en la segunda vuelta, por un estrecho margen de 52,6% a 47,4%.
Desde octubre de 2004 hasta noviembre de 2008 fue Ministra de Agricultura en los ejecutivos socialdemócratas de Algirdas Brazauskas y Gediminas Kirkilas.